# Деколте

Деколте (на френски: décolleté) е термин използван в женската мода, отнасящ се до горната част на женския торс, включващ шията, раменете, гърба и горната част на гръдния кош, която е изложена от вратната линия на дрехите. Терминът е най-често използван в западната женска мода и най-често се прилага към деколте, което разкрива или подчертава цепката между женските гърди. Ниско изрязаните деколтета са характерни за бални и вечерни рокли, трикотажни ризи, бельо и бански костюми.
Въпреки че стиловете на деколтето варират, в западните общества деколтето може да се разглежда като естетика и израз на женственост, докато в някои други части на света всяко деколте се смята за провокативно и шокиращо. Общоприето е деколтето да засяга предната част. Дрехите с изрязване отзад се дефинират като такива "с гол гръб".

## Етимология
Деколте е френска дума, означаваща „разкриване на шията“. Терминът е използван за първи път в английската литература преди 1831 г.